# Siła Demokratyczna
Siła Demokratyczna (fr. Force démocrate, FD) – francuska centrowa partia polityczna, działająca w latach 1995–1998.

## Historia
Partia powstała na kongresie w dniach 24 i 25 listopada 1995, na którym doszło do połączenia dwóch ugrupowań działających w ramach federacyjnej Unii na rzecz Demokracji Francuskiej – Centrum Demokratów Społecznych i Partii Socjaldemokratycznej. Przewodniczącym został François Bayrou, a sekretarzem generalnym Philippe Douste-Blazy. Siła Demokratyczna pozostała członkiem UDF. Rozwiązała się 29 listopada 1998, kiedy to Unia na rzecz Demokracji Francuskiej przekształciła się w jednolitą partię.